# ロール・サナス
ロール・サナス（Laure Sansus、1994年6月21日 - ）は、フランスの女子元ラグビー選手。

## プロフィール
- フランス出身[1]。
- 現役時代のポジションはスクラムハーフ(SH)。
- 身長 157cm、体重 70kg
- 女子フランス代表通算キャップ数は30。
- フランス代表のポリーン・ブルドン・サナスと交際している[2]。

## 略歴
2022年、ラグビーワールドカップ2021の女子フランス代表に選ばれた。同年10月、膝の負傷で現役を引退した。

## 受賞歴
- ワールドラグビー女子15人制ドリームチーム:2021年[5]・2022年[6]